# Ascandra falcata
Ascandra falcata är en svampdjursart som beskrevs av Ernst Haeckel 1870. Ascandra falcata ingår i släktet Ascandra och familjen Leucaltidae. Inga underarter finns listade i Catalogue of Life.